# Яношда
Яношда (рум. Ianoșda) — село у повіті Біхор в Румунії. Входить до складу комуни Медерас.
Село розташоване на відстані 427 км на північний захід від Бухареста, 27 км на південь від Ораді, 136 км на захід від Клуж-Напоки, 127 км на північ від Тімішоари.

## Населення
За даними перепису населення 2002 року у селі проживали 1014 осіб.
Національний склад населення села:
| Національність | Кількість осіб | Відсоток |
| -------------- | -------------- | -------- |
| румуни         | 958            | 94,5%    |
| цигани         | 46             | 4,5%     |
| угорці         | 10             | 1,0%     |

Рідною мовою назвали:
| Мова      | Кількість осіб | Відсоток |
| --------- | -------------- | -------- |
| румунська | 958            | 94,5%    |
| циганська | 46             | 4,5%     |
| угорська  | 10             | 1,0%     |